# Reflectància

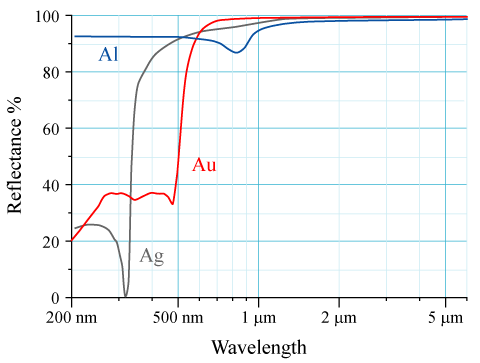
Corbes de reflectància espectral per a miralls metàl·lics d'alumini (Al), plata (Ag) i or (Au) amb incidència normal

La reflectància de la superfície d'un material és la seva eficàcia per reflectir l'energia radiant. És la fracció de la potència electromagnètica incident que es reflecteix al límit. La reflectància és un component de la resposta de l'estructura electrònica del material al camp electromagnètic de la llum i, en general, és una funció de la freqüència, o longitud d'ona, de la llum, la seva polarització i l'angle d'incidència. La dependència de la reflectància de la longitud d'ona s'anomena espectre de reflectància o corba de reflectància espectral.

## Definicions matemàtiques

### Reflectància hemisfèrica
La reflectància hemisfèrica d'una superfície, denotada R, es defineix com {\displaystyle R={\frac {\Phi _{\mathrm {e} }^{\mathrm {r} }}{\Phi _{\mathrm {e} }^{\mathrm {i} }}},} on Φer és el flux radiant reflectit per aquesta superfície i Φei és el flux radiant rebut per aquesta superfície.

### Reflectància espectral hemisfèrica
La reflectància hemisfèrica espectral en freqüència i la reflectància hemisfèrica espectral en la longitud d'ona d'una superfície, denotades Rν i Rλ respectivament, es defineixen com {\displaystyle R_{\nu }={\frac {\Phi _{\mathrm {e} ,\nu }^{\mathrm {r} }}{\Phi _{\mathrm {e} ,\nu }^{\mathrm {i} }}},}{\displaystyle R_{\lambda }={\frac {\Phi _{\mathrm {e} ,\lambda }^{\mathrm {r} }}{\Phi _{\mathrm {e} ,\lambda }^{\mathrm {i} }}},} on
- Φe,νr és la radiació espectral en freqüència reflectida per aquesta superfície;
- Φe,νi és la radiació espectral rebuda per aquesta superfície;
- Φe,λr i és la radiació espectral en longitud d'ona reflectida per aquesta superfície;
- Φe,λi és la radiació espectral en longitud d'ona rebuda per aquesta superfície.

### Reflectància direccional
La reflectància direccional d'una superfície, denotada R Ω, es defineix com {\displaystyle R_{\Omega }={\frac {L_{\mathrm {e} ,\Omega }^{\mathrm {r} }}{L_{\mathrm {e} ,\Omega }^{\mathrm {i} }}},} on
- Le,Ωr és la radiació reflectida per aquesta superfície;
- Le,Ωi és la radiació rebuda per aquesta superfície.

Això depèn tant de la direcció reflectida com de la direcció d'entrada. En altres paraules, té un valor per a cada combinació d'adreces entrants i sortints. Està relacionat amb la funció de distribució de reflectància bidireccional i el seu límit superior és 1. Una altra mesura de reflectància, depenent només de la direcció de sortida, és I / F, on I és la radiació reflectida en una direcció determinada i F és la radiació entrant mitjana en totes les direccions, és a dir, el flux total de radiació que arriba a la superfície. per unitat d'àrea, dividida per π. Això pot ser superior a 1 per a una superfície brillant il·luminada per una font com el sol, amb la reflectància mesurada en la direcció de la màxima radiació (vegeu també efecte Seeliger).

### Reflectància direccional espectral
La reflectància direccional espectral en freqüència i la reflectància direccional espectral en la longitud d'ona d'una superfície, denotades RΩ,ν i RΩ,λ respectivament, es defineixen com {\displaystyle R_{\Omega ,\nu }={\frac {L_{\mathrm {e} ,\Omega ,\nu }^{\mathrm {r} }}{L_{\mathrm {e} ,\Omega ,\nu }^{\mathrm {i} }}},}{\displaystyle R_{\Omega ,\lambda }={\frac {L_{\mathrm {e} ,\Omega ,\lambda }^{\mathrm {r} }}{L_{\mathrm {e} ,\Omega ,\lambda }^{\mathrm {i} }}},} on
- Le,Ω,νr és la radiació espectral en freqüència reflectida per aquesta superfície;
- Le,Ω,νi  és la radiació espectral rebuda per aquesta superfície;
- Le,Ω,λr és la radiació espectral en longitud d'ona reflectida per aquesta superfície;
- Le,Ω,λi és la radiació espectral en longitud d'ona rebuda per aquesta superfície.

De nou, també es pot definir un valor de I/F (vegeu més amunt) per a una longitud d'ona determinada.

## Reflectivitat

Coeficients de reflexió de Fresnel per a una superfície límit entre l'aire i un material variable en funció de l'índex de refracció complex i de l'angle d'incidència

Per a materials homogenis i semi-infinits (vegeu semiespai), la reflectivitat és el mateix que la reflectància. La reflectivitat és el quadrat de la magnitud del coeficient de reflexió de Fresnel,  que és la relació entre el camp elèctric reflectit i incident ;  com a tal, el coeficient de reflexió es pot expressar com un nombre complex determinat per les equacions de Fresnel per a una sola capa, mentre que la reflectància és sempre un nombre real positiu.
Per a mitjans en capes i finits, segons el CIE , la reflectivitat es distingeix de la reflectància pel fet que la reflectivitat és un valor que s'aplica a objectes reflectants gruixuts. Quan la reflexió es produeix a partir de capes fines de material, els efectes de reflexió interna poden fer que la reflectància variï amb el gruix de la superfície. La reflectivitat és el valor límit de la reflectància a mesura que la mostra es fa gruixuda; és la reflectància intrínseca de la superfície, per tant independentment d'altres paràmetres com ara la reflectància de la superfície posterior. Una altra manera d'interpretar-ho és que la reflectància és la fracció de potència electromagnètica reflectida d'una mostra específica, mentre que la reflectivitat és una propietat del propi material, que es mesuraria en una màquina perfecta si el material omple la meitat de tot l'espai.